# Naus Casals
Les Naus Casals és una obra de Ripoll protegida com a Bé Cultural d'Interès Local.

## Descripció
Es tracta de cinc naus fetes d'obra vista amb coberta corba a un sol vessant. El cos que dona a la carretera presenta cinc compartiments, separats cadascun per unes pilastres. A cadascun hi ha finestrals de vidre de grans proporcions i la base és d'obra vista i pedra picada. Lateralment, per la banda que dona a Ripoll, s'hi afegiren posteriorment altres naus industrials.